# قائمة أعمال غابرييل غارثيا ماركيث
غابرييل خوسيه دي لا كونكورديا غارثيا ماركيث (بالإسبانية: Gabriel García Márquez)، يُعرف اختصارًا باسم غابرييل غارثيا ماركيث أو غابرييل غارسيا ماركيز، روائي وصحفي وناشر وناشط سياسي كولمبي ولد في أراكاتاكا، ماغدالينا في كولومبيا في 6 مارس 1927. نال جائزة نوبل للأدب عام 1982، وذلك تقديرًا للقصص القصيرة والروايات التي كتبها. غارثيا ماركيث هو واحد من أشهر كتاب الواقعية العجائبية، ويُعد عمله مئة عام من العزلة الأكثر تمثيلًا لهذا النوع الأدبي. وتميز غارثيا ماركيث بعبقرية أسلوبه ككاتب وموهبته في تناول الأفكار السياسية. وشكل ماركيث جزءًا من البوم الأمريكي اللاتيني.
تشتمل قائمة أعمال غارثيا ماركيث على القصص والروايات والتجميعات، إلى جانب كتابات أخرى. وتتناول الغالبية العظمى من أعماله مواضيعًا مثل الحب وتأثير ثقافة الكاريبي والعزلة. واعُتبرت رواية مائة عام من العزلة واحدة من أهم الأعمال في تاريخ اللغة الإسبانية، وذلك خلال المؤتمر الدولي الرابع للغة الإسبانية الذي عُقد في كارتاخينا دي إندياس بكولومبيا في مارس 2007. بالإضافة إلى كونها أهم أعمال غارثيا ماركيث، كانت أيضًا أكثر الأعمال تأثيرًا على أمريكا اللاتينية. واشُتهر أيضًا بالأعمال الأخرى مثل ليس للكولونيل من يكاتبه وخريف البطريرك والحب في زمن الكوليرا. وهو أيضًا كاتب صحفي لخمسة أعمال صحفية وللكثير من القصص القصيرة.
حصل غابريل غارثيا ماركيث على جائزة نوبل للآداب عام 1982 عن مجمل مساهماته الروائية والقصصية القصيرة، حيث يجمع بها الفانتازي والواقعي في عالم هادئ من الخيال المثمر، والذي بدوره يعكس حياة وصراعات القارة. وكان خطاب القبول تحت عنوان العزلة في أمريكا اللاتينية. وشكل ماركيث جزءًا من مجموعة من أحد عشر كاتبًا لاتينيًا حازت جائزة نوبل للآداب. وقد فاز ماركيث بالعديد من الجوائز والأوسمة طيلة مسيرته الأدبية مثل وسام النسر الأزتيك عام 1982، وجائزة رومولو جايجوس عام 1972، ووسام جوقة الشرف الفرنسية عام 1981. وتُوفي غارثيا ماركيث في مدينة مكسيكو بالمكسيك يوم 17 أبريل 2014 عن عمر ناهز 87 عامًا.

## أعماله

### الروائية
| العمل الأدبي            | سنة النشر | ملاحظات | مراجع                                     |
| ----------------------- | --------- | --- | ----------------------------------------- |
| الأوراق الذابلة         | 1955      | نُشر فصل واحد منها عام 1952 في صحيفة إل هيرالدو، ثم نُشرت بعد ذلك كاملة عام 1955، لتصبح أول رواية ينشرها غارثيا ماركيث، والتي أعلنت بدورها عن أول ظهور لماكاندو. وهي العمل الذي سبق روايته مئة عام من العزلة.                                                                               | [ 20 ] [ 21 ] [ 22 ] [ 23 ]               |
| ليس للكولونيل من يكاتبه | 1961      | كُتبت بين عامي 1956 و1957. وتم نشرها في مجلة ميتو عام 1958. | [ 24 ]                                    |
| في ساعة نحس             | 1962      | نُشرت لأول مرة عام 1962 في ورشة عمل الفنون التصويرية للويس بيريث، وهي الطبعة التي تنصل منها ماركيث. وبعدها بأربعة أعوام، نشرتها دار إيرا المكسيكية للنشر، وهي الطبعة الأولى التي اعترف بها ماركيث.                                                                                         | [ 25 ]                                    |
| جنازة الأم الكبيرة      | 1962      | نشرتها جامعة فيراكروز بمدينة خالابا عام 1962، وهي عبارة عن مجموعة من سبع قصص ورواية قصيرة. | [ 25 ]                                    |
| مئة عام من العزلة       | 1967      | نشرتها سودأمريكا للنشر في عام 1967، وتم توزيع 8000 نسخة. تُعد أهم رواية لغارثيا ماركيث، وواحدة من أهم الروايات الممثلة للواقعية السحرية. وقد تُرجمت إلى 40 لغة. وكُتبت في سنتين. وفي عام 1966، تم نشر أجزاء من العمل في مجلات إكو وأمارو والعالم الجديد. وكانت بمثابة النهاية لفترة ماكوندو. | [ 11 ] [ 26 ] [ 27 ] [ 28 ] [ 29 ] [ 30 ] |
| خريف البطريرك           | 1975      | أول رواية دكتاتورية لغارثيا ماركيث. | [ 31 ] [ 32 ]                             |
| وقائع موت معلن          | 1981      | ندد بها غارثيا ماركيث بعد نشرها، ولكن دون جدوى، لكونه متورطًا في الحدث الذي أدى إلى سرد الرواية. وتُروي الرواية بواقعية بحتة. | [ 33 ] [ 34 ] [ 35 ]                      |
| الحب في زمن الكوليرا    | 1985      | تستند في معظمها إلى خبرة والديه. | [ 36 ] [ 37 ]                             |
| الجنرال في متاهته       | 1989      | تروي الرحلة الأخيرة لسيمون بوليفار، حيث تُعد عملًا توثيقيًا للتاريخ المسجل. | [ 36 ] [ 38 ] [ 39 ]                      |
| عن الحب وشياطين أخرى    | 1994      | نُشرت الطبعة الأولى في وقت واحد من قبل الناشرين موندادوري وسودأمريكا وراندوم هاوس وديانا ونورما. | [ 36 ] [ 40 ]                             |
| ذكرى عاهراتي الحزينات   | 2004      | تكريم ماركيث في بيت الجميلات النائمات في ياسوناري كواباتا. | [ 36 ] [ 41 ] [ 42 ]                      |
| نلتقي في أغسطس          | 2024      | نشرت بعد وفاته | [ 43 ]                                    |

### الحكايات والقصص القصيرة
| العمل الأدبي                                      | سنة النشر | ملاحظات | مراجع                |
| ------------------------------------------------- | --------- | --- | -------------------- |
| الإذعان الثالث                                    | 1947      | أول قصة لغابرييل غارثيا ماركيث، والتي تأثر بها بأعمال فرانتس كافكا، وتم نشرها في صحيفة الإسبكتادور عام 1947.                         | [ 44 ] [ 45 ] [ 46 ] |
| حواء في هرتها                                     | 1947      | نشرت في صحيفة الإسبكتادور عام 1947.                                                                                                  | [ 2 ] [ 46 ]         |
| الضلع الآخر للموت                                 | 1948      | نشرت في صحيفة الإسبكتادور عام 1948.                                                                                                  | [ 11 ] [ 47 ]        |
| مرارة ثلاثة سائرين أثناء النوم                    | 1949      | نشرت في صحيفة الإسبكتادور عام 1949.                                                                                                  | [ 47 ]               |
| حوار المرآة                                       | 1949      | نشرت في صحيفة الإسبكتادور عام 1949.                                                                                                  | [ 48 ]               |
| عينا الكلب الأزرق                                 | 1950      | نشرت في صحيفة الإسبكتادور عام 1950، وبعدها بفترة، ظهرت باعتبارها مجموعة تضم أعمال ماركيث القصصية الأولى.                             | [ 2 ] [ 47 ]         |
| السيدة التي تصل في السادسة                        | 1950      | نشرت في صحيفة الإسبكتادور وكرونيكا عام 1950، وتمت معالجتها مسرحيًا.                                                                   | [ 47 ] [ 49 ] [ 50 ] |
| نابو، الزنجي الذي جعل الملائكة تنتظر              | 1951      | نشرت في صحيفة الإسبكتادور عام 1951، والعمل به تأثيرات كبيرة من ويليام فوكنر. ونُشرت أيضًا كمجموعة قصصية كتبها ماركيث من 1947 حتي 1952. | [ 47 ] [ 50 ] [ 51 ] |
| أحدهم يفسد تنسيق هذه الأزهار                      | 1952      | نشرت في صحيفة كرونيكا عام 1952. | [ 50 ] [ 52 ]        |
| ليلة الكروانات                                    | 1953      | نشرت في صحيفة كرونيكا عام 1953. | [ 50 ] [ 53 ]        |
| مونولوج إيزابيل وهي تشاهد هطول الأمطار في ماكوندو | 1955      | نشرت في مجلة ميتو عام 1955، وتُعتبر واحدة من العروض الأولى لماكوندو.                                                                  | [ 50 ] [ 54 ]        |
| بحر الوقت الضائع                                  | 1961      | نشرت في المجلة المكسيكية للآداب عام 1962.                                                                                            | [ 11 ]               |
| قيلولة الثلاثاء                                   | 1962      | نشرت في جنازة الأم الكبيرة عام 1962.                                                                                                 | [ 52 ]               |
| يوم من هذه الأيام                                 | 1962      | نشرت في جنازة الأم الكبيرة عام 1962.                                                                                                 | [ 52 ]               |
| لا يوجد لصوص في هذه المدينة                       | 1962      | نشرت في جنازة الأم الكبيرة عام 1962.                                                                                                 | [ 52 ]               |
| أمسية بالتازار العجيبة                            | 1962      | نشرت في جنازة الأم الكبيرة عام 1962.                                                                                                 | [ 52 ]               |
| أرملة مونتييل                                     | 1962      | نشرت في جنازة الأم الكبيرة عام 1962.                                                                                                 | [ 52 ]               |
| يوم بعد يوم السبت                                 | 1962      | نشرت في جنازة الأم الكبيرة عام 1962.                                                                                                 | [ 52 ]               |
| زهور صناعية                                       | 1962      | نشرت في جنازة الأم الكبيرة عام 1962.                                                                                                 | [ 52 ]               |
| جنازة الأم الكبيرة                                | 1962      | قصة ومجموعة قصصية مكونة من سبعة آخرين.                                                                                               | [ 52 ]               |
| عجوز جدًا بجناحين عظيمين                           | 1968      | نشرت في القصة الحزينة التي لا تُصَدّق لإرينديرا البريئة وجدتها القاسية.                                                                 | [ 55 ]               |
| أجمل غريق في العالم                               | 1968      | نشرت في القصة الحزينة التي لا تُصَدّق لإرينديرا البريئة وجدتها القاسية.                                                                 | [ 55 ]               |
| الرحلة الأخيرة لسفينة الأشباح                     | 1968      | نشرت في القصة الحزينة التي لا تُصَدّق لإرينديرا البريئة وجدتها القاسية.                                                                 | [ 55 ]               |
| بلاكامان الطيب بائع المعجزات                      | 1968      | نشرت في القصة الحزينة التي لا تُصَدّق لإرينديرا البريئة وجدتها القاسية.                                                                 | [ 55 ]               |
| موت مؤكد في ما وراء الحب                          | 1970      | نشرت عام 1970. | [ 55 ]               |
| أثر دمك على الثلج                                 | 1976      | نشرت عام 1976. ثم نشرت بعد ذلك مجمعة في اثني عشر قصة قصيرة مهاجرة.                                                                   | [ 56 ]               |
| الصيف السعيد للسيدة فوربيس                        | 1976      | نشرت عام 1976. ثم نشرت بعد ذلك مجمعة في اثني عشر قصة قصيرة مهاجرة.                                                                   | [ 56 ]               |
| جئت أتكلم بالهاتف فقط                             | 1978      | نشرت في اثني عشر قصة قصيرة مهاجرة..                                                                                                  | [ 56 ]               |
| الضوء مثل الماء                                   | 1978      | نشرت في اثني عشر قصة قصيرة مهاجرة.                                                                                                   | [ 56 ]               |
| ماريا دوس براسيرس                                 | 1979      | نشرت في اثني عشر قصة قصيرة مهاجرة.                                                                                                   | [ 56 ]               |
| رحلة موفقة سيدي الرئيس                            | 1979      | نشرت في اثني عشر قصة قصيرة مهاجرة.                                                                                                   | [ 56 ]               |
| أؤجر نفسي لكي أحلم                                | 1980      | نشرت في اثني عشر قصة قصيرة مهاجرة.                                                                                                   | [ 56 ] [ 57 ]        |
| سبعة عشر انكليزيًا مسمومًا                          | 1980      | نشرت في اثني عشر قصة قصيرة مهاجرة.                                                                                                   | [ 56 ]               |
| أشباح أغسطس                                       | 1980      | نشرت في اثني عشر قصة قصيرة مهاجرة.                                                                                                   | [ 56 ]               |
| القديسة                                           | 1981      | نشرت في اثني عشر قصة قصيرة مهاجرة.                                                                                                   | [ 56 ]               |
| ريح الشمال                                        | 1982      | نشرت في اثني عشر قصة قصيرة مهاجرة.                                                                                                   | [ 56 ]               |
| طائرة الحسناء النائمة                             | 1982      | نشرت في اثني عشر قصة قصيرة مهاجرة.                                                                                                   | [ 56 ]               |

### تجميعات
| العمل الأدبي                                                | سنة النشر | ملاحظات | مراجع         |
| ----------------------------------------------------------- | --------- | --- | ------------- |
| جنازة الأم الكبيرة                                          | 1962      | مجموعة من 7 قصص ورواية قصيرة حدثت في ماكوندو، ونشرتها جامعة فيراكروز بمدينة خالابا عام 1962.                                                                                                | [ 29 ] [ 58 ] |
| القصة الحزينة التي لا تُصَدّق لإرينديرا البريئة وجدتها القاسية | 1972      | مجموعة من 4 قصص تم كتابتها بين شهري يناير ويوليو عام 1968، وقصة أخرى في عام 1961 مع رواية تم نشرها عام 1970.                                                                                | [ 55 ]        |
| عينا الكلب الأزرق                                           | 1972      | نشرت أولًا في صحيفة الإسبكتادور عام 1950، وبعدها بفترة عام 1972، ظهرت باعتبارها مجموعة تضم أعمال غارثيا ماركيث القصصية الأولى. وتشتمل على الأعمال التي نُشرت في الصحافة بين أعوام 1947 و1955. | [ 36 ] [ 59 ] |
| حبكة روائية مكتملة                                          | 1985      | نشرتها سيس بارال للنشر. |               |
| القصص الصغيرة لجدي العقيد                                   | 1988      | نصوص لأطفال ماركيث. |               |
| اثنا عشر قصة قصيرة مهاجرة                                   | 1992      | مجموعة من 12 قصة. | [ 60 ] [ 61 ] |
| قصص قصيرة (1947-1992)                                       | 1996      | كل القصص التي تم نشرها بين عامي 1947 و1992. | [ 62 ]        |
| كل القصص القصيرة                                            | 2012      | مجموعة من 41 قصة أساسية لماركيث. | [ 63 ] [ 64 ] |

### أعماله الصحفية
| العمل الأدبي                            | سنة النشر | ملاحظات                       | مراجع         |
| --------------------------------------- | --------- | ----------------------------- | ------------- |
| العمل الصحفي الأول: نصوص ساحلية         | 1981      | يغطي الفترة من 1948 إلى 1952  | [ 65 ]        |
| العمل الصحفي الثاني: بين السياسين.      | 1982      | يغطي الفترة من 1954 إلى 1955  | [ 29 ] [ 66 ] |
| العمل الصحفي الثالث: من أوروبا وأمريكا. | 1983      | يغطي الفترة من 1955 إلى 1960. | [ 29 ] [ 67 ] |
| العمل الصحفي الرابع: مجانًا              | 1984      | يغطي الفترة من 1974 إلى 1995. | [ 29 ] [ 68 ] |
| العمل الصحفي الخامس: ملاحظات صحفية      | 1991      | يغطي الفترة من 1980 إلى 1984. | [ 29 ] [ 69 ] |

#### وقائع وريبورتاج ومقالات
| العمل الأدبي                                            | سنة النشر | ملاحظات | مراجع                |
| ------------------------------------------------------- | --------- | --- | -------------------- |
| قصة بحّار غريق                                           | 1970      | نشرت في البداية على مدار 14 يومًا متتاليًا في صحيفة الإسبكتادور عام 1955.                                         | [ 29 ] [ 70 ] [ 71 ] |
| عندما كان سعيدًا وغير موثقًا                              | 1973      | مجموعة من الوقائع والتقارير التي نُشرت عام 1958.                                                                 | [ 72 ]               |
| شيلي والانقلاب والجرينجو                                | 1974      | كانت ردة فعل لموت سلفادور أليندي.                                                                               | [ 72 ] [ 73 ]        |
| وقائع وتقارير                                           | 1976      | أول عمل صحفي لغارثيا ماركيث.                                                                                    | [ 72 ] [ 74 ]        |
| السفر عبر البلدان الاشتراكية: 90 يومًا في الستار الحديدي | 1978      | مختارات من الصحافة المناضلة لغارثيا ماركيث.                                                                     | [ 72 ]               |
| يجيا ساندينو                                            | 1982      | صدرت في وقت لاحق تحت اسم الهجوم: تشغيلة الجبهة الساندينية للتحرير الوطني التي أطلقتها على العالم.               | [ 75 ] [ 76 ]        |
| مغامرة ميجيل ليثين متخفٍ في تشيلي                        | 1986      | هي تقرير عن زيارة المخرج السينمائي التشيلي ميجيل ليثين متخفيًا إلى موطنه الأصلي عقب قضاءه اثني عشر عامًا بالمنفى. | [ 77 ] [ 78 ]        |
| كارثة ديمقليس                                           | 1986      | مقال. | [ 74 ]               |
| التقارير الأولى                                         | 1990      | مجموعة من خمسة عشر تقريرًا لغارثيا ماركيث.                                                                       | [ 79 ]               |
| خبر اختطاف                                              | 1996      | رواية- تقرير.                                                                                                   | [ 80 ] [ 81 ]        |

### المسرحية
| العمل الأدبي           | سنة النشر | ملاحظات                                                      | مراجع                |
| ---------------------- | --------- | ------------------------------------------------------------ | -------------------- |
| خطبة لاذعة ضد رجل جالس | 1988      | انتهى من كتابتها عام 1987، وتم عرضها ونشرها في العام التالي. | [ 36 ] [ 82 ] [ 83 ] |

### خطابات
| العمل الأدبي      | سنة النشر | ملاحظات                  | مراجع         |
| ----------------- | --------- | ------------------------ | ------------- |
| لم أت لإلقاء خطاب | 2010      | مجموعة مكونة من 22 خطاب. | [ 84 ] [ 85 ] |

### سيناريوهات الأفلام السينمائية
| العمل الأدبي      | سنة النشر | ملاحظات                              | مراجع         |
| ----------------- | --------- | ------------------------------------ | ------------- |
| الاختطاف          | 1982      | قصة فيلم                             | [ 42 ] [ 86 ] |
| إيرينديرا البريئة | 1983      | سيناريو لروايته التي تحمل نفس الاسم. | [ 86 ]        |

### ورش سينمائية
| العمل الأدبي        | سنة النشر | ملاحظات | مراجع                |
| ------------------- | --------- | --- | -------------------- |
| كيف تُروى قصة        | 1995      | يتناول غارثيا ماركيث في هذا العمل الأسس الرئيسية لكتابة نص إبداعي، مع إبراز العناصر التي تتداخل به لتكوين الحبكة والخيال.  | [ 87 ]               |
| الهوس المحمود بالقص | 1998      | يُلاحظ من عنوان العمل فقط أنه يشير إلى وجود شخص يقص بعض الأشياء، ومع التعمق بالقراءة، يتضح أنها تتعلق بأناس يحبون فعل القص. | [ 88 ] [ 89 ] [ 90 ] |

### سيرة ذاتية
| العمل الأدبي | سنة النشر | ملاحظات                            | مراجع         |
| ------------ | --------- | ---------------------------------- | ------------- |
| عشت لأروي    | 2002      | أول جزء من السيرة الذاتية لماركيث. | [ 36 ] [ 91 ] |

### مقابلات
| العمل الأدبي                                                       | سنة النشر | ملاحظات                                                | مراجع  |
| ------------------------------------------------------------------ | --------- | ------------------------------------------------------ | ------ |
| غارثيا ماركيث يتحدث عن غارثيا ماركيث في ثلاثة وثلاثين تقريرًا موسعًا | 1979      | عبارة عن تجميعات ومقدمة أعدها ألفونسو رينتيريا مانتييا | [ 92 ] |
| رائحة الجوافة: محادثات مع بلنيو أبوليو مندوثا                      | 1982      | كتبها عقب محادثته مع بلينيو أبوليو مندوثا.             | [ 29 ] |

### كتب قام بتقديمها
- مصادر 
- مقدمة كتاب الحفل الابتدائي، 1949 لجورج لي بيسول كوتس.[94]
- مقدمة الطبعة الأولى من كتاب الأوراق الذابلة، 1955 في بوغاتا.[95]
- مقدمة البيت الكبير لألبارو ثيبيدا ساموديو، بوينوس آيرس، دار نشر خورجي ألباريث، 1967.[96]
- مقدمة بعنوان قصة القصة للطبعة الأولى لقصة بحّار غريق، دار نشر توسكيتس في برشلونة، 1970.[97]
- مقدمة بعنوان صائد الغوريلا لأرنولدو راميريث أمايا وكتابه عن الحرية والديكتاتور وكلابه الوفيين، المكسيك، 1976.[98]
- مقدمة بعنوان ييراس كامارجو، الكاتب لألبرتو ييراس وعمله ذكريات، دار نشر الأنكورا في بوغاتا، 1977.[99]
- مقدمة ميفيستو وكتالوج معرض كلود برنارد في باريس، 1982.[100]
- مقدمة بعنوان همنجواي، التابع لنا لكتاب نوربيرتو فوينتيس همنجواي في كوبا، لا هافانا، 1984.[101]
- مقدمة بعنوان القصة تُشاهد من الخلف لهيكتور أوسونا وعمله أوسونا من الأمام، دار نشر الأنكورا.[102][103]
- مقدمة من يصدق الرئيس لأنريكي سانتوس كالدرون، وعمله الحرب من أجل السلام، بوغاتا، 1985.[104]
- تأمل القرود: عشرون، ًا على الرسوم الكاريكاتورية لأنطونيو كابييرو، بوغاتا، 1986.[105]
- مقدمة مغامرة ميجيل ليثين متخفٍ في تشيلي، أوبخا نيجرا في بوغاتا، 1986.[106]
- مرتين تكفي، كارلوس فوينتس، جائزة ميجيل دي ثيربانتس، مدريد، وزارة الثقافة، 1987.[107]
- مقدمة فيدل كاسترو: فن الكلمة المنطوقة لجيوفاني مينا، مدريد، موندادوري، ، 1988.[108]
- مقدمة حنين الكاتراز لخوان جوساين، بوغاتا، 1989.[109]
- مقدمة ساحة الماس لميرثيه رودوريدا، برشلونة، 1989.[110] ومن ترجمة إنريكي سوردو وتصميم بوربيرت هينكل ورسومات تتجاوز العشرين لألبرت رافلوس كاسامادا.
- مقدمة للألفية الجديدة، بعد 75 سنة على الرسم بأمريكا اللاتينية، كاراكاس، متحف الفنون الجميلة بكاراكاس، 1990.[111]
- مقدمة ستة ألغاز لجيانا مينا، (1976-1991)، مدريد، 1991، صفحات 170- 171، مع رسومات روبرتو ماتا.[112]
- مقدمة التاريخ السري للوحة كبيرة لجيانا مينا مجلد 11، 1992.[113]
- مقدمة اثني عشر قصة قصيرة مهاجرة، دار أوبخا نيجرا للنشر في بوغاتا، 1992.[114]
- مقدمة دائرة الحياة: طقوس ألأبوم الأسرة الآدمية لديفيد كوهين، دار نشر سيريس في برشلونة، 1993.[115]
- مقدمة باسم ذكريات خيمينيث على كرسيه الهزاز لأنطونيو نونيث خيمينيث وعمله زورق من الأمازون إلى الكاريبي، صندوق الثقافة الاقتصادية، المكسيك، 1993.[116]
- مقدمة باسم وبعد نصف قرن تقريبًا 1993 للموت في الشارع لخوان فيليكس فوينمايو، بوغاتا، ألفاجورا، 1994.[117]
- مقدمة باسم نفس القصة المغايرة لخورجيس سيمينون وعمله الرجل في الشارع، دار نشر توسكيتس في برشلونة، 1994.[118]
- مقدمة بلا عنوان في كتابه عن الحب وشياطين أخرى، دار نشر نورما في بوغاتا، 1994.[119]
- مقدمة باسم هانس في ماكوندو لهانس ويلرافن وكتابه يوم في ماكوندو، بوغاتا، بييجاس للنشر، 1995.[120]
- مقدمة بعنوان لغز المظلة في الورشة السينمائية كيف تُروى قصة ، بوغاتا، دار بولونتاد للنشر، 1995.[121]
- مقدمة بعنوان في البحث عن سيلفا المفقود للقائد الكاملة لخوسيه أسونثيون، بوغاتا، دار نورما للنشر، 1996.[122]
- تمهيد بعنوان صديقي موتيس وقصر أراوكايما وقصص أخرى لألبارو موتيس، بوغاتا، 1996.[123]
- تمهيد بلا عنوان لروايته خبر اختطاف، بوغاتا، دار نشر نورما، 1996.[124]
- مقدمة بعنوان كاتب يُدعى يألبرتو ييراس لألبرتو ييراس كامارجو، وعمله ذكريات، بوغاتا، 1977.[125]
- تمهيد بلا عنوان لقاموس اللغة الإسبانية كلابي، مدريد، 1997.[126]
- مقدمة لكلمات الجنرال لخوسيه سيرناو روسو، بوغاتا، دار نورما للنشر، 1998.[127]
- تمهيد بعنوان مقدمة أدبية لكتاب علمي لرودولفو ييناس وكتاب العقل وأسطورة الأنا، بوغاتا، دار نورما للنشر، 2003.[128]
- مقدمة للرجل والأسطورة لجراثيلا إتوربيدي، نيويورك، دار أمبرج للنشر، 2008.[129]
- تمهيد بعنوان آخر وأسوء الأخبار عن أرولدو كونتي للمجموعة القصصية الكاملة لأرولدو كونتي، مدريد، دار بارتليبي للنشر، 2008.[130] وقد ظهر النص بالأساس في 21 أبريل 1981 في صحيفة الباييس، وتم تجميعها في المجلد الرابع للصحافة GGM.
- مقدمة صورة خوليو كورتاثر لإجناثيو سولاريس، المكسيك، صندوق الثقافة الاقتصادية، 2008.[131]
- مقدمة أسلحة الأمس لماكس مارامبيو، مدريد، ديباتي، 2008.[132]
- تمهيد عالمي الكاتلوني الجديد لباسكوال ماراجيل، برشلونة، أر. بي. إيه، 2008.[133]
- مقدمة مئة، من العزلة باللغة الواييوية.[134]